# Forbestra oiticicai
Forbestra oiticicai är en fjärilsart som beskrevs av Ferreira D'almeida 1951. Forbestra oiticicai ingår i släktet Forbestra och familjen praktfjärilar. Inga underarter finns listade i Catalogue of Life.